# Ando Naoto
Naoto Ando (安藤 由翔 Andō Naoto, sinh ngày 28 tháng 8 năm 1991 ở Kobe) là một cầu thủ bóng đá người Nhật Bản thi đấu cho Giravanz Kitakyushu.

## Thống kê câu lạc bộ
Cập nhật đến ngày 23 tháng 2 năm 2018.
| Thành tích câu lạc bộ | Thành tích câu lạc bộ | Thành tích câu lạc bộ | Giải vô địch | Giải vô địch | Cúp                   | Cúp                   | Tổng cộng | Tổng cộng |
| Mùa giải              | Câu lạc bộ            | Giải vô địch          | Số trận      | Bàn thắng    | Số trận               | Bàn thắng             | Số trận   | Bàn thắng |
| Nhật Bản              | Nhật Bản              | Nhật Bản              | Giải vô địch | Giải vô địch | Cúp Hoàng đế Nhật Bản | Cúp Hoàng đế Nhật Bản | Tổng cộng | Tổng cộng |
| --------------------- | --------------------- | --------------------- | ------------ | ------------ | --------------------- | --------------------- | --------- | --------- |
| 2013                  | Gainare Tottori       | J2 League             | 7            | 1            | –                     | –                     | 7         | 1         |
| 2014                  | Gainare Tottori       | J3 League             | 24           | 1            | 2                     | 1                     | 26        | 2         |
| 2015                  | Gainare Tottori       | J3 League             | 35           | 5            | 2                     | 1                     | 37        | 6         |
| 2016                  | Renofa Yamaguchi      | J2 League             | 13           | 0            | 2                     | 1                     | 15        | 1         |
| 2017                  | Tochigi SC            | J3 League             | 5            | 0            | –                     | –                     | 5         | 0         |
| 2017                  | Giravanz Kitakyushu   | J3 League             | 6            | 1            | –                     | –                     | 6         | 1         |
| Tổng cộng sự nghiệp   | Tổng cộng sự nghiệp   | Tổng cộng sự nghiệp   | 90           | 8            | 6                     | 3                     | 96        | 11        |